# まいにち「おはつ」
まいにち「おはつ」は、第73回（2006年度）NHK全国音楽コンクール小学校の部課題曲。作詞は工藤直子、作曲は木下牧子。

## 概要
4分の4拍子。曲自体は軽く、聴いてみるとテンポは速い感じだが、楽譜上ではテンポが遅く、（4分音符=69）、付点8分音符や16分音符が多く使われる。またスタッカートやアクセントなどが多く使われる（「はずんだ気持ちで」と楽譜にある）。
歌詞の内容は、普段見慣れた景色でも毎日新しく生まれ変わっているという新鮮さを表現している。